# Calidón (mitología)

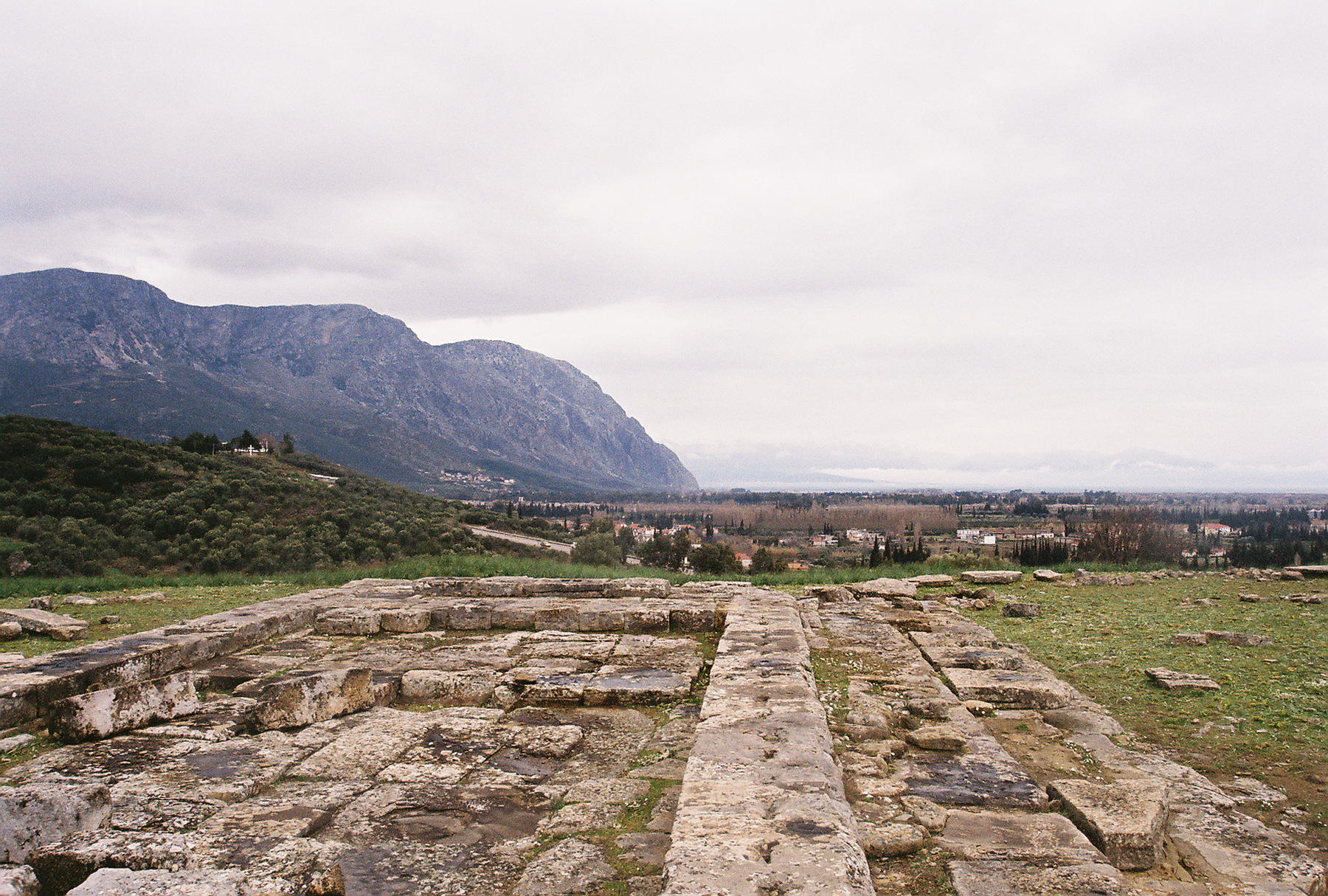
Ruinas de la acrópolis de Calidón.

Calidón (en griego antiguo: Καλυδώνν) es un personaje de la mitología griega.
Era hijo de Etolo y Prónoe, fundó la ciudad de su mismo nombre, Calidón, en Etolia. Se casó con Eolia, hija de Amitaón, con quien tuvo dos hijas, Epicasta y Protogenia. Una versión tardía varía el origen de la eponimia. Cerca del río Aqueloo se encuentra el monte Calidón llamado así por Calidón, hijo de Ares y una tal Astínome. Como quiera que Calidón vio a Artemisa bañándose, la diosa lo transformó en una roca; y la montaña que antes se llamaba Giro fue después, por la providencia de los dioses, llamada Calidón. En esta montaña crece una hierba llamada míope (myops). Si alguien la empapa en agua y se lava la cara con ella, perderá la vista, pero al expiar su culpa en honor de Artemisa ésta le sanará. Probablemente esta última versión sea una variante local de la unión entre Ares y Demonice.